# Frederika van Mecklenburg-Strelitz
Frederika Louise Karoline Sophie Charlotte Alexandrine van Mecklenburg-Strelitz (Hannover, 3 maart 1778 — aldaar, 29 juni 1841) was van 1837 tot aan haar dood in 1841 koningin van Hannover.
Ze behoorde tussen 1793 en 1797 met haar zus Louise tot de meest begeerde en geschilderde vrouwen van het Duitse rijk. De kunstenaar Johann Gottfried Schadow maakte een groot sculptuur van de twee vrouwen genaamd het Prinssessen Monument.

## Jeugd
Frederika werd geboren in het Altes Palais in Hannover als de vijfde dochter van Karel II van Mecklenburg-Strelitz en diens eerste echtgenote Frederika, dochter van prins George Wilhelm van Hessen-Darmstadt. 
Frederika's moeder overleed toen ze amper vier jaar was na de geboorte van haar tiende kind. Twee jaar later hertrouwde haar vader met landgravin Charlotte, een jongere zuster van zijn eerste vrouw, echter overleed ook zij een jaar later in het kraambed. Hertog Karel zag zichzelf de kinderen niet opvoeden en stuurde Frederika met haar oudere zusters Charlotte, Theresia en Louise naar hun grootmoeder prinses Maria Luise. Een tijd later stuurde hij ook zijn andere zonen George en Karel naar hun grootmoeder.

## Eerste huwelijk
Frederika's vader probeerde via connecties zijn dochters uit te huwelijken aan een goede partij. Koningin Frederika van Pruisen was een nicht van haar moeder. Toen haar man koning Frederik Willem II op 14 maart 1793 in het theater in Frankfurt Louise en Frederika ontmoette was hij meteen weg van hun charme. Binnen enkele weken was de klus geklaard. Louise zou trouwen met kroonprins Frederik Willem en Frederika met zijn jongere broer Louis. De dubbele verloving werd gevierd op 24 april 1793. Louise en Frederik Willem trouwden op 24 december in het koninklijk paleis van Berlijn, waar Frederika en Louis twee dagen later trouwden. Het paar kreeg drie kinderen:
- Frederik Willem Lodewijk (Fritz Louis) (1794-1863), gehuwd met Louise van Anhalt-Bernburg, dochter van hertog Alexius Frederik Christiaan
- Frederik Willem Karel George (1795-1798)
- Frederika Louise Wilhelmina Amalia (1796-1850), gehuwd met Leopold IV Frederik van Anhalt

Louis van Pruisen overleed eind 1796 aan difterie, zijn jongste dochter was nog maar drie maanden oud. Frederika ging met haar drie kinderen in het paleis Schönhausen nabij Berlijn wonen. 
In 1797 verloofde Frederika zich met haar neef Adolf van Cambridge, de zevende zoon van koning George III van het Verenigd Koninkrijk, die gehuwd was met haar tante Charlotte. De hertog vroeg aan zijn vader de toestemming om te trouwen, maar onder druk van Charlotte weigerde hij dit.

## Tweede huwelijk
In 1798 werd Frederika zwanger van prins Frederik Willem van Solms-Braunfels. Om een schandaal te vermijden trouwden de twee en verhuisden naar Ansbach. Hun dochter Caroline werd slechts acht maanden. Ze kregen acht kinderen, van wie er slechts vier volwassen werden. Frederik Willem was een zware alcoholicus en ze hadden een slecht huwelijk. Nadat hij zijn inkomen verloor moest Frederika zelf het gezin onderhouden. Haar schoonbroer Frederik Willem III van Pruisen weigerde haar om haar weduwepensioen als prinses van Pruisen terug te geven. De broer van haar man adviseerde haar zelfs om te scheiden, maar dat wilden beide partijen niet. Ze kregen samen acht kinderen:
- Prinses Caroline van Solms-Braunfels (27 februari 1799 - 20 oktober 1799)
- Kind zonder naam (1800)
- Kind zonder naam (1800)
- Prins Frederik Willem Hendrik van Solms-Braunfels (1801–1868)
- Prinses Sofie van Solms-Braunfels (1803–1803)
- Prinses Louise Auguste van Solms-Braunfels (1804–1865)
- Prins Alexander Frederik Louis van Solms-Braunfels (1807–1867)
- Prins Karel van Solms-Braunfels (1812–1875)

## Derde huwelijk
In mei 1813 bezocht haar neef Ernst August, broer van haar vroegere verloofde Adolf, zijn oom hertog Karel. Hij werd meteen verliefd op Frederika en hertog Karel vond dat zijn dochter moest scheiden omdat Ernst August een veel betere partij was. Uiteindelijk kwamen ze overeen om te scheiden, maar dit bleek uiteindelijk niet nodig omdat haar man overleed op 13 april 1814. Het overlijden van de prins werd door sommige als erg gelegen gezien en er werd gespeculeerd dat ze haar man vergiftigd zou hebben. Op 29 mei 1815 trouwden Frederika en Ernst August in Neustrelitz. Op 29 augustus van dat jaar trouwden ze opnieuw in Engeland in het Carlton House in Londen. 
Koningin Charlotte, nochtans de tante van Frederika, was erg tegen het huwelijk en adviseerde haar zoon om niet in Engeland te wonen. Frederika kon zich nooit met haar tante verzoenen, die in 1818 overleed. Het paar kreeg drie kinderen:
- Prinses Frederika van Cumberland (27 januari 1817 - 27 januari 1817)
- Doodgeboren kind (1818)
- George V van Hannover (27 mei 1819 - 12 juni 1878)

Op 20 juni 1837 overleed koning Willem IV van het Verenigd Koninkrijk zonder nakomelingen, waardoor zijn nichtje Victoria de nieuwe koningin werd. De koning van het Verenigd Koninkrijk regeerde in personele unie ook het Koninkrijk Hannover. Echter volgens de Salische Wet in Hannover, die nog dateerde uit de tijd van het Heilige Roomse Rijk, kon Victoria niet koningin worden van Hannover, enkel mannelijke opvolgers konden dit. Ernst August werd nu koning van Hannover en Frederika zijn koningin. Na een kort ziekbed overleed Frederika in 1841. De koning gaf meteen opdracht om een mausoleum te bouwen waarin zijn vrouw begraven kon worden. 